# 根切り
根切り（ねきり）
1. 樹木の苗木などを生育させる際に行う根系を切断する作業。
2. 土工 (工種)のうちで床掘[1]。おもに建築工事や造園工事・外構工事での用法。
3. 日本の戦国時代のような戦乱の時代に、主に籠城した敵対勢力を皆殺しにする様。特定の一族に対しての場合、族誅や族滅といった用語を用いる。

## 概要

### 樹木苗木の場合
樹木の苗木は、肥料分に富む苗畑で育成が行われるため、必要以上に徒長し、寒冷害を受けやすくなる。これを予防するために周辺部の掘り起こしを行い根を切断し、無駄な徒長を制限させるとともに新しい根系を生育させて耐久性を向上させる。掘り起こしは地味を豊かにすることから、次年度の健全な成長にも有効な行為となる。
慣用句
上記の作業が転じて物事の原因を絶つこと、根絶やし、族滅、皆殺しの意でも用いられる。

### 床掘りの場合
地上の構造物の基礎や地下構造物をつくるために計画地盤線より下を掘削することで、土砂等を掘り起こして構造物等を付近に設置するまでの作業、跳ね上げや跳ね付け、土砂積み込みの一連の作業を含んでいる。そして、基礎形状により、布基礎→布堀、独立基礎→つぼ堀、べた基礎→総堀、といった3種に大別される。
その数量は計算上根切側面を垂直とみなし、その根切面積と根切深さとによる体積による。
根切の際その面積は原則として基礎又は地下構築物などの底面の設計寸法に上る各辺の左右に余幅を加えて計算した面積をいう。
根切は山止を施さない場合(法付け工法)にはそれぞれ根切される土に応じた勾配 (法勾配)を持つた逆台形の断面として施工されるのが一般的であるが、積算上は計算の簡便化のため等面積の長方形断面に置換えて計算することとされている。なお長さ方向についても同様としている。
根切深さとは基準線から基礎又は地下構築物の底面までの深さに捨コンクリート及び砂利敷などの厚さを加えたものをいう。ただし地下構築物などのための総掘後の独
立基礎、布基礎、基礎梁などのための基礎根切については、総掘根切底を基準線とみなされる。
根切深さは先に述べた基準線から根切底まで、すなわち砂利敷等の下端までの深さだが、地下室等の独立基礎、基礎梁あるいは基礎梁より深い独立基礎等、全体として総掘された部分から更に部分的に掘取られる根切に対しては、いったん総掘された根切底を基準線として計測、計算している。

### 皆殺しの場合
実際に起きた事例としては、織田信長による長島一向一揆攻めや江戸幕府による島原の乱などが代表例とされる。ただ包囲殲滅されたとしても文字通りの皆殺し（根切り）が行われた事実が学術的に確認できた事例は無く、相応の逃亡者や投降者がいたと思われる事例が多い。また信長に代表される苛烈な性格を強調するための誇大な記述や後の政治的な意図などで、実態より誇張されて後世に伝わる事も多い。